# Каисса
Каи́сса — вымышленная (анахроничная) фракийская дриада, изображаемая как богиня шахмат. Впервые была упомянута в эпоху Возрождения итальянским поэтом Иеронимом Вида.

## Происхождение
Каисса возникла в стихотворении под названием «Scacchia Ludus», опубликованном в 1527 году Иеронимом Видой, в котором латинскими вергилианскими гекзаметрами описывается шахматная игра между Аполлоном и Меркурием в присутствии других богов.
Английский востоковед Уильям Джонс повторно использовал идею шахматной поэмы в 1763 году в своей собственной поэме «Каисса» или «Игра в шахматы», которая впервые была напечатана в 1772 году. В ней рассказывается, что бог войны Марс пленился красотой дриады Каиссы и смог добиться её взаимности лишь благодаря изобретению шахмат. На протяжении почти 80 лет поэма оставалась малоизвестной, но в середине XIX века приобрела популярность благодаря трём публикациям:
- в 1850 году Дж. Уокер включил поэму Джонса в свою книгу «Шахматы и шахматисты»;
- в 1851 году французский любитель шахмат и библиофил К. Аллье (1799—1856) перевёл поэмы М. Виды, Я. Кохановского и Джонса о шахматах на французский язык и издал их в виде сборника (тираж 100 экземпляров) для своих друзей по кафе «Режанс»;
- в 1857 году поэму Джонса перепечатал Д. Фиске в журнале «Chess Monthly[англ.]».

С 19 века Каисса считается богиней шахмат. Также её называют шахматной музой. Русский перевод поэмы (переводчик М. Цейтлин) впервые опубликован в журнале «Шахматы в СССР» (1977).

## Сюжет поэмы
Поэма открывается художественным описанием «бескровной войны», доставляющей большую радость богам и нимфам Олимпа. Во время игры нимф Делии и Сирены появляется очаровательная Каисса. В неё влюбляется бог войны Марс. Но его ухаживания не имеют успеха.
Тогда одна из нимф предлагает Марсу изобрести новую игру:

Ты только этим сердце ей смягчишь и даже страсть Каиссы возбудишь!

Марс обращается за помощью к Эвфрону, богу Спорта…

И Спорт помог. Из тверди смастерил

Небесную доску, клетки начертил.

Из материала разного солдат

Он изготовил: сам им черт не брат.

Законы для сражения предписал.

Каиссой, под конец, игру назвал.

И Альбиона сын ей тоже рад,

Лишь окрестив иначе: Шах и Мат.

Игра понравилась Каиссе, и она уже другими глазами смотрела на Марса:

Кто ум смутил мой? Видела врага

В прекрасном боге. Слишком я строга!

## Интересные факты
Именем Каиссы была названа шахматная программа, чемпион первого чемпионата мира среди шахматных программ 1974 года. Это же название носит пансионат для шахматистов в Крыму, на базе которого на протяжении многих лет проходит престижный Международный шахматный фестиваль «Alushta summer». В пансионате «Каисса» в возрасте 12 лет и 211 дней в 2002 году выполнил норму международного гроссмейстера российско-украинский шахматист Сергей Карякин, став самым молодым гроссмейстером на планете.